# Aïn Nzagh
Aïn Nzagh (arabiska: عين نزاغ) var en landskommun i Marocko. Den låg i provinsen Settat och den dåvarande regionen Chaouia-Ouardigha, 140 km sydväst om huvudstaden Rabat. Antalet invånare var 14 367 vid folkräkningen 2004.